# Religija v Tretjem rajhu
Popis maja 1939, šest let po nastopu nacističnega obdobja ter po priključitvi Avstrije in večinoma Češkoslovaške k Nemčiji, kaže, da je bilo 54 % prebivalstva protestantov, 40 % 3,5 % katoličanov in 1,5 % ateistov. Protestanti so glasovali za nacistično stranko in predstavljali njeno članstvo več kot katoličani.
Manjše verske manjšine, kot so Jehovove priče in bahajstvo, so bile v Nemčiji prepovedane, medtem ko so nacisti poskušali izkoreniniti judovstvo in so zato izvedli genocid nad njegovimi pripadniki. Cerkev adventistov sedmega dne je bila izgnana iz Nemčije. Nekatere verske manjšinske skupine so imele bolj zapleten odnos z novo državo, na primer Cerkev Jezusa Kristusa svetih iz poslednjih dni (LDS) je leta 1938 umaknila svoje voditelje iz Nemčije in Češkoslovaške, vendar je bilo podružnicam nemške cerkve LDS dovoljeno še naprej delovati, ves čas vojne pa so bili prisiljeni nekaj spremeniti v svoji strukturi in naukih.
V nacistični stranki so bili ljudje različnih verskih izpovedi. Bili so privrženci krščanstva, vendar so bili pogosto v nasprotju s papežem, ki je stranko obsodil s trditvijo, da ima protikatoliški pečat. Bili so tudi antisemiti in druge oblike heterodoksnih verskih prepričanj za herezijo.
Poleg tega je bilo osebnih pogledov nacističnih voditeljev na prihodnost vere v Nemčiji različnih. Proticerkveni radikalci so bili Hitlerjev osebni tajnik Martin Bormann, poganistični nacistični filozof Alfred Rosenberg in poganistični okultist Reichsführer-SS Heinrich Himmler. Nekateri nacisti, kot je Hans Kerrl, ki je bil Hitlerjev minister za cerkvene zadeve, so zagovarjali "pozitivno krščanstvo", edinstveno nacistično obliko krščanstva, ki je zavračalo judovski izvor krščanstva in Staro zavezo ter prikazovalo "pravo" krščanstvo kot boj proti Judom, z Jezusom upodobljenim kot arijec.
Nacizem je hotel spremeniti subjektivno zavest nemškega ljudstva – njegova stališča, vrednote in miselnost – v enoumno, poslušno »narodno skupnost«. Nacisti so verjeli, da bodo zato morali nadomestiti razredne, verske in regionalne pripadnosti. V procesu Gleichschaltung (nacifikacije) je Hitler poskušal ustvariti enotno protestantsko cerkev rajha iz 28 obstoječih protestantskih cerkva v Nemčiji. Načrt je propadel in Cerkev, ki se je izpovedovala, se mu je uprla. Preganjanje katoliške cerkve v Nemčiji je sledilo nacističnemu prevzemu oblasti. Hitler je hitro odpravil politični katolicizem. Med nadlegovanjem Cerkve je bil leta 1933 podpisan konkordat rajha z Vatikanom, ki je obljubljal spoštovanje avtonomije Cerkve. Hitler je redno zanemarjal konkordat in je zaprl vse katoliške ustanove, katerih funkcije niso bile preveč verske. Tarče so bili duhovniki, nune in laični voditelji, v naslednjih letih pa je bilo aretiranih na tisoče kristjanov. Cerkev je režim obtožila "temeljne sovražnosti do Kristusa in njegove Cerkve". Vendar se zgodovinarji upirajo preprosti enačbi nacističnega nasprotovanja tako judovstvu kot krščanstvu. Nacizem je bil očitno pripravljen uporabiti podporo kristjanov, ki so sprejeli njegovo ideologijo, in nacistično nasprotovanje tako judovstvu kot krščanstvu v mislih nacistov ni bilo povsem podobno. Mnogi zgodovinarji so verjeli, da so Hitler in nacisti, če bi zmagali v vojni, nameravali izkoreniniti krščanstvo v Nemčiji.